# Trentepohlia (Paramongoma) chiriquiana
Trentepohlia (Paramongoma) chiriquiana is een tweevleugelige uit de familie steltmuggen (Limoniidae). De soort komt voor in het Neotropisch gebied.